# Taffeldienst

Taffeldienst à 4 (ou Trombet undt musikalischer taffeldienst) est une œuvre instrumentale, composée par Heinrich Biber. Elle porte le numéro C 76 dans le catalogue de ses œuvres établi par le musicologue américain Eric Thomas Chafe.

## Structure
Taffeldienst est composé de cinq parties et dix mouvements :
1. Intrada —
2. Sonata — Allamanda — Courante — Sarabanda
3. Intrada —
4. Gavotte — Gigue
5. Sonatina — Ciacona

## Édition moderne
- (de) Jiří Sehnal, Mensa Sonora seu Musica Instrumentalis, Graz-Vienne, Akademische Druck-u. Verlagsanstalt, coll. « Denkmäler der Tonkunst in Österreich » (no 127), 1976

## Discographie
- Karneval in Kremsier — Ars Antiqua Austria, dir. Gunar Letzbor (octobre 1995, Symphonia SY 95143) (OCLC 884554432)